# Mathías Cardaccio
Mathías Cardaccio (født 2. oktober 1987 i Montevideo) er en Uruguayansk fodboldspiller der spiller for Defensor Sporting. Han har tidligere spillet for blandt andet AC Milan, Banfield og Colo-Colo.
Cardaccio fik hans førsteholdsdebut for Milan, da de tabte 1-2 til Lazio i Coppa Italia kampen den 3. december 2008.